# ウーゴ・フリジェリオ
ウーゴ・フリジェリオ (Ugo Frigerio、1901年9月16日- 1968年7月7日)は、イタリアの元陸上競技選手。
1920年アントワープオリンピックでは3km競歩で13分14秒2、10km競歩では48分6秒2のタイムで2つの金メダルを獲得。1924年のパリオリンピックの10km競歩も制し連覇を達成。1928年のアムステルダムオリンピックでは競歩が実施されなかったが、1932年ロサンゼルスオリンピックでは、初めて実施された50km競歩で銅メダルを獲得した。